# Albin Hallbäck
Albin Johan "Spjass" Hallbäck, född den 6 april 1902 i Malmö Sankt Pauli församling, Malmöhus län, död där den 18 december 1962
, var en svensk fotbollsspelare. 
Han är känd för att vara den spelare som gjort flest mål för Sverige i en enda landskamp, sex stycken, vilket han gjorde mot Lettland 1927. 

## Fotbollskarriär
Hallbäck spelade för Malmö BI från starten 1917. I juni 1926 debuterade som anfallare i landslaget och gjorde två mål i en 3–3-match mot Tyskland i Nürnbergs sportpark Zerzabelshof. Detta skedde trots att Malmö BI då låg i division II. Ändå tog det nästan ett år till hans andra landskamp, då han i segern med 12-0 den 29 maj 1927 över det lettiska landslaget gjorde sex mål.  Den matchen är fortfarande blågults största seger och rekordet på sex mål i samma match av en enda spelare har Hallbäck fortfarande. Under de följande tre veckorna spelade han ytterligare två matcher mot Finland, där han bidrog med två mål till 6–2-segern, och mot Danmark, som slutade 0–0. 
Totalt gjorde Hallbäck 10 mål på fyra landskamper.
Efter landskamperna flyttade Hallbäck till lokalrivalen IFK Malmö, som tidigare hade lånat ut honom för en turné i Tyskland, där han hade gjort två mål på fem matcher. Säsongen 1927/28 vann IFK den Sydsvenska serien (Div II) med 10 poängs marginal (2p för vinst) och kvalificerade sig därmed för kvalspel till Allsvenskan. I kvalet mötte IFK mötte de Redbergslids IK. Efter att båda lagen hade vunnit sitt hemmamatch ägde det nödvändiga särspelet rum på neutral plan i Stockholm. IFK Malmö vann där med 3-1 och Hallbäck gjorde två av målen. Hallbäck gjorde totalt 30 mål på 74 matcher för IFK Malmö i Allsvenskan.  

## Övrigt
Hallbäck har fått ge namn åt bordshockeyfinten ”Spjass”, uppfunnen av Hans "HP" Petersson.  Varför Albin Hallbäck från början kom att kallas ”Spjass” är inte helt utrett, men i en intervju med tidningen Arbetet 1952 skrev artikelförfattaren att smeknamnet kan härledas från ”Sprallbäck”, något han ska ha lystrat till i sin ungdom.

### Webbkällor
- Albin Hallbäck på Svenska Fotbollförbundets webbplats
- Översikt över viktiga spelare från IFK Malmö